# Marco Villa (acteur)
Pour l’article homonyme, voir Marco Villa.
Marco Villa est un acteur français né le 29 novembre 1904 à Grenoble et mort le 18 mars 1999  .

## Filmographie

### Cinéma
- 1946 : Raboliot
- 1949 : 56, rue Pigalle : Fred Poulain
- 1949 : L'Épave : Le médecin de la capitainerie
- 1951 : Coupable ? : Steve
- 1951 : Le Bagnard : Ratichon
- 1952 : Les amants maudits
- 1952 : Éternel espoir
- 1954 : Les Fruits sauvages : Forgeau
- 1954 : Opération tonnerre
- 1954 : Sidi-Bel-Abbès : Le caïd Ben Hadj
- 1955 : L'Éveil de l'amour
- 1956 : À la manière de Sherlock Holmes
- 1957 : Alerte aux Canaries : Maurice
- 1957 : Le colonel est de la revue : Le chef du gang

### Télévision

#### Séries télévisées
- 1959-1960 : En votre âme et conscience
- 1962 : L'inspecteur Leclerc enquête : Ribeiro

#### Téléfilms
- 1960 : De fil en aiguille